# Girolamo Lagomarsini
Girolamo Lagomarsini (El Puerto de Santa María, 30 settembre 1698 – Roma, 18 maggio 1773) è stato un umanista e filologo italiano.
Nato in una ricca famiglia genovese in Spagna, studiò lettere classiche ad Arezzo e a Roma. Successivamente, titolare di una cattedra al Collegium Gregorianum, pubblicò una raccolta di orazioni latine e condusse influenti ricerche sul testo dell'autore romano Cicerone.

## Biografia
Era nato a El Puerto de Santa María (Spagna). Nel 1708 si trasferì in Italia, e iniziò i suoi studi nel Collegio dei Gesuiti a Prato. Nel 1721 iniziò ad insegnare retorica al Collegio di Arezzo. Quattro anni dopo si recò a Roma per completare gli studi teologici, dopo di che tornò ai suoi doveri ad Arezzo. Nel 1732 fu nominato alla cattedra di retorica a Firenze, e nel 1751 a quella di greco nel Collegium Gregorianum a Roma, carica che occupò fino alla sua morte, avvenuta il 18 maggio 1773.

## Opere
Lagomarsini lasciò diverse opere sulla letteratura classica; pubblicò orazioni latine (1746) ed epistole, un poema Sull'origine delle fonti, (De Origine Fontium, 1749), e altre opere.
Dal 1735 al 1744 raccolse materiale per una nuova edizione di Cicerone, che però non fu mai pubblicata. Barthold Georg Niebuhr è stato il primo ad avvalersi della vasta raccolta di varie letture di Lagomarsini conservata nel Collegio Romano. Studioso operoso, collezionò tutti i manoscritti di Cicerone a lui accessibili a Firenze e altrove. In una così vasta mole di materiale c'è molto di prezioso, e tuttavia molto è di scarsa utilità per lo studioso moderno a causa del modo indiscriminato con cui il materiale è stato raccolto. La lettura segue la lettura variante senza alcuna analisi critica del testo o alcun tentativo di nuova interpretazione. Certo, non si tratta tanto di una colpa personale di Lagomarsini, quanto di una caratteristica dell'epoca in cui visse e operò. A quel tempo la semplice raccolta di materiale erudito era considerata preziosa e non si era ancora raggiunto un senso di discriminazione. Tuttavia, le varianti raccolte da Lagomarsini hanno stimolato interrogativi riguardanti la storia del testo, dando così un prezioso contributo allo sviluppo della moderna critica testuale.